# Phaeocalicium betulinum
Phaeocalicium betulinum är en lavart som först beskrevs av William Nylander och som fick sitt nu gällande namn av Leif Tibell. 
Phaeocalicium betulinum ingår i släktet Phaeocalicium och familjen Mycocaliciaceae. Arten är reproducerande i Sverige. Inga underarter finns listade i Catalogue of Life.